# Gunnar Myrdal
(Motivazione del Premio Nobel)
Gunnar Myrdal (Skattungbyn, 6 dicembre 1898 – Danderyd, 17 maggio 1987) è stato un economista e politico svedese, vincitore del Premio Nobel per l'economia nel 1974 insieme a Friedrich von Hayek.
Si laureò alla Scuola di Legge dell'Università di Stoccolma nel 1923 e ottenne il dottorato in economia nel 1927. Sposò Alva Reimer (che nel 1982 avrebbe vinto il premio Nobel per la pace) nel 1924 ed ebbe tre figli. Uno di questi, Jan Myrdal è un giornalista, mentre Sissela Bok, altra sua figlia, è una filosofa.
Fu membro socialdemocratico del Parlamento svedese dal 1933, e Ministro del commercio dal 1945 al 1947, nel governo di Tage Erlander.
Il suo studio del 1944 An American Dilemma: The Negro Problem and Modern Democracy, influenzò la Corte Suprema degli Stati Uniti nella sentenza del 1954 sul caso Brown v. Board of Education, che dichiarava fuori legge la segregazione razziale nelle scuole pubbliche. Myrdal fu tra i firmatari del documento dell'UNESCO denominato The Race Question.

## Carriera
Nella tesi di dottorato del 1927, Myrdal esaminò il ruolo delle aspettative nella determinazione dei prezzi. La sua analisi influenzò fortemente la Scuola di Stoccolma.
Fu professore di economia alla Scuola di Economia di Stoccolma (Handelshögskolan i Stockholm) dal 1933 e 1974 e, contemporaneamente, membro socialdemocratico del parlamento. Divenne Ministro del commercio nel 1945 e lo rimase fino al 1947. Per i successivi dieci anni fu segretario esecutivo della Commissione Economica per l'Europa, dopodiché dedicò la sua attenzione all'Asia e alla povertà nei paesi del Terzo Mondo. La sua ricerca sull'Asia e sulle cause della povertà furono la base di "Asian Drama: An inquiry into the Poverty of Nations" (1968). Tra il 1960 e il 1967 fu professore di economia internazionale all'Università di Stoccolma. Nel 1961, fondò l'Institute for International Economic Studies presso l'ateneo della capitale svedese. Nel 1974, insieme a Friedrich von Hayek, vinse il premio Nobel per l'economia. Myrdal, però, fu tra coloro che proposero l'abolizione del Premio, in quanto considerava come immeritata la sua assegnazione a economisti come von Hayek e Milton Friedman.
Il suo libro An American Dilemma: The Negro Problem and Modern Democracy, pubblicato nel 1944 e commissionato dalla Carnegie Foundation, ebbe una grande importanza negli studi successivi. Secondo Myrdal, il dilemma è tra gli alti ideali e gli scarsi risultati: nelle due o più generazioni che hanno seguito la Guerra di secessione americana, gli Stati Uniti non sono riusciti a mettere in pratica gli ideali sui diritti umani per quel che riguarda un decimo della sua popolazione, quella afroamericana (i cosiddetti negri). Questo studio sui dati legali, antropologici, economici e sociologici sulle relazioni tra bianchi e afroamericani ebbe inizio nel 1938, quando Myrdal fu scelto dalla Carnegie per dirigere il lavoro di ricerca.

## Pensiero
Gunnar Myrdal fu inizialmente affascinato dai modelli matematici astratti che stavano andando di moda negli anni '20, e collaborò alla fondazione della Econometric Society di Londra. In seguito accusò tuttavia il movimento di essere ossessionato dalla crescita economica, di utilizzare statistiche erronee, dell'abitudine di sostituire i dati mancanti con lettere greche nelle formule, e di utilizzare una logica contraddittoria.
Myrdal fu anche tra i primi a sostenere le tesi di John Maynard Keynes, sostenendo che l'idea fondamentale di regolare il bilancio nazionale per frenare o accelerare l'economia era stata sviluppata originariamente da lui e dalla scuola di Stoccolma.
Considerato universalmente una figura cardine della politica sociale, ha contribuito al pensiero socialdemocratico in tutto il mondo, assieme ad amici e colleghi nell'arena accademica o politica. Gli svedesi e gli inglesi sono stati i pionieri dello stato sociale e i libri di Myrdal (Beyond the Welfare State - New Haven, 1958 "Oltre lo stato sociale") e di Richard Titmuss (Essays on “The Welfare State” - London, 1958) non a caso riguardano lo stesso tema.
Il concetto di “causazione circolare cumulativa” di Myrdal ha contribuito allo sviluppo della moderna economia del non-equilibrio. Per Myrdal questo concetto è alla base del pensiero istituzionalista, sviluppatosi fondamentalmente negli USA ad opera di Thorstein Veblen, Wesley Mitchell e John Rogers Commons, tra i quali con gli ultimi due ebbe rapporti di conoscenza. L'istituzionalismo di Myrdal si distingue tuttavia da quello americano, il quale per lo stesso Myrdal era ancora troppo legato a schemi neoclassici.
Criticato da molti economisti per una presunta vaghezza di pensiero, Myrdal non riteneva l'economia propriamente una scienza, e fu tentato per questo di rifiutare il cosiddetto "Nobel per l'economia" quando gli fu attribuito. Diceva di preferire di "essere approssimativamente nel vero piuttosto che sbagliare con precisione" (“to be vaguely right to being precisely wrong").

## Causazione circolare e cumulativa
La teoria della causazione circolare e cumulativa costituisce una critica della scienza economica tradizionale, la quale assumeva una tendenza dei sistemi economici ad un equilibrio stabile. Viceversa secondo Myrdal i processi economici spesso funzionano al contrario, allontanandosi sempre più dall’equilibrio, a volte con moto accelerato: ogni cambiamento non genera una tendenza equilibrante di segno opposto, ma produce effetti che lo rinforzano, secondo lo schema del circolo vizioso. 
Per la precisione i cambiamenti generano sia "effetti di riflusso” (le causazioni circolari e cumulative) sia "effetti di diffusione", di controtendenza, e il saldo finale tra i due effetti non è determinabile a priori. Il ruolo dello Stato consiste nel rafforzare gli effetti di diffusione e contrastare quelli di riflusso, mentre le forze del mercato, lasciate a se stesse, portano alla continua crescita delle ineguaglianze.
La teoria intendeva spiegare gli squilibri nello sviluppo economico sia tra le diverse nazioni, sia tra aree geografiche o gruppi sociali all’interno dello stesso paese.

## Pubblicazioni
- The Equality Issue in World Development - The American Economic Review, vol 79, no 6, Dec 1989
- Fiscal Policy in the Business Cycle - The American Economic Review, vol 21, no 1, Mar 1939
- America and Vietnam – Transition, No. 3, Oct, 1967
- Gunnar Myrdal on Population Policy in the Underdeveloped World – Population and Development Review, Vol 13, No. 3, Sept. 1987
- Twenty Years of the United Nations Economic Commission for Europe – International Organization, Vol 22, No. 3, Summer, 1968
- Challenge to Affluence Published by Random House 1963
- Conference of the British Sociological Association, 1953. II Opening Address: The Relation between Social Theory and Social Policy The British Journal of Sociology, Vol. 4, No. 3, Sept, 1953
- Social Trends in America and Strategic Approaches to the Negro Problem – Phylon, Vol. 9, No. 3, 3rd Quarter, 1948
- Value in Social Theory: A Selection of Essays on Methodology Edited by Paul Streeten, published by Harper 1958
- An American Dilemma: The Negro Problem and Modern Democracy Published by Harper & Bros, 1944
- Contact With America (Kontakt med Amerika) - 1941
- Population, a Problem for Democracy The Godkin Lectures, Published by Harvard University Press, 1940
- Crisis in the Population Question – 1934
- The Political Element in the Development of Economic Theory